# Cosmioconcha
Cosmioconcha là một chi ốc biển, là động vật thân mềm chân bụng sống ở biển trong họ Columbellidae.

## Các loài
Các loài trong chi Cosmioconcha gồm có:
- Cosmioconcha dedonderi Monsecour & Monsecour, 2006[2]
- Cosmioconcha geigeri Garcia, 2006[3]
- Cosmioconcha nana Garcia, 2007[4]
- Cosmioconcha nitens (C. B. Adams, 1850)[5] (đồng nghĩa: Columbella perpicta Dall & Simpson 1901; Astyris perpicta Dall & Simpson 1901; Mitrella perpicta Dall & Simpson, 1901)
- Cosmioconcha rikae Monsecour & Monsecour, 2006[6]

The following species are also mentioned trong Shell-Bearing Mollusca database 
- Cosmioconcha calliglypta Dall & Simpson, 1901 - America - flame dovesnail
- Cosmioconcha modesta Powys, 1835 - West America
- Cosmioconcha palmeri W. H. Dall, 1913 - West America
- Cosmioconcha parvula W. H. Dall, 1913 - West America
- Cosmioconcha pergracilis W. H. Dall, 1913 - West America
- Cosmioconcha rehderi J. G. Hertlein & A. M. Strong, 1951 - West America
- Cosmioconcha helenae (Costa, 1988) [8] (đồng nghĩa: Anachis helenae F. H. A. Costa, 1983; Costoanachis helenae (F. H. A. Costa, 1983))